# Transpac (société)
Pour l’article homonyme, voir Transpac.
La société Transpac était la société chargée de l'exploitation du réseau Transpac, premier réseau internet commercial en France.

## Histoire
La société Transpac est créée en 1978 à Paris par le Centre commun d'études de télévision et télécommunications pour exploiter le réseau Transpac,. L'État, jusqu'alors détenteur d'un monopole sur l'ensemble des télécommunications, en avait confié l'exploitation à une filiale dont une partie du capital était d'origine privée. À son lancement, un abonnement mensuel avec un débit de 48K bits/s coûte 5 000 francs. 
En 1979, Transpac inaugure son siège à Rennes. Le réseau est inauguré avec une capacité de 1500 utilisateurs. En 1985, Transpac compte 31 500 postes sur son réseau, 950 millions de francs de chiffre d'affaires, et son effectif atteint 540 employés. Cette année-là, la société lance le service Kiosque sur Minitel. 
La société Transpac ajoute ensuite à son catalogue des services de relais de trames, puis des services IP, y compris des services de voix sur IP et de réseaux privés virtuels. 
En 1998, Transpac brasse 40% du marché professionnel de l'internet en France. 
Transpac fusionne avec France Télécom le 1er janvier 2006. Après le 1er juin 2006, les offres commerciales de Transpac sont exploitées par Orange Business Services. 

## Description
Transpac était une société d'économie mixte, filiale de l'administration française des télécommunications, puis de France Télécom.
La société (siren 312-665-466) avait été créée le 25 avril 1978. Elle a été dissoute le 10 décembre 2005 et radiée le 20 janvier 2006 du RCS.

## Direction
Philippe Picard qui, à la Sous-direction de le Téléinformatique et des Réseaux Spécialisés de la DGT, avait étudié le modèle économique des services à offrir sur Transpac, et avait piloté les équipes qui ont préparé le lancement du service, a été le premier directeur général de la société. Le premier PDG en a été Yvon Le Bars qui venait, lui, du cabinet du secrétaire d'État aux PTT . Le premier directeur technique en a été Rémi Després qui avait été responsable des études sur la technologie utilisable pour le futur réseau Transpac, d'abord au CNET, puis au CCETT.

### PDGs
- 1978-: Yvon Le Bars
- 1983-1992: Pierre Fortin[7]
- 1992-: Jean-François Arrivet[7]